# Virage (album)
 (mai 2025).
Motif : Où sont les sources secondaires attestant de la notoriété de cet album au regard des critères généraux ou spécifiques?
- Archive Wikiwix
- Bing
- Cairn
- DuckDuckGo
- E. Universalis
- Gallica
- Google
- G. Books
- G. News
- G. Scholar
- Persée
- Qwant
- (zh) Baidu
- (ru) Yandex
- (wd) trouver des œuvres sur Wikidata

| 1. | Préciser le motif de la pose du bandeau. | Précisez le motif de la pose du bandeau en utilisant la syntaxe suivante : {{admissibilité à vérifier\|date=mai 2025\|motif=remplacez ce texte par le motif}}                       |
| 2. | Informer les utilisateurs concernés.     | Pensez à avertir le créateur de l'article, par exemple, en insérant le code ci-dessous sur sa page de discussion : {{subst:avertissement admissibilité à vérifier\|Virage (album)}} |

Pour les articles homonymes, voir Virage (homonymie).
Albums de Sylvie Vartan
Made in USA
(1985) Confidanses
(1989)
Virage est le 28e album de Sylvie Vartan sorti en 1986 en CD, en LP 33 tours, et en K7 audio.
Echec commercial et artistique, c'est le dernier album de Sylvie Vartan qui sort sous le label RCA.

## Liste des titres
| No  | Titre                  | Durée |
| --- | ---------------------- | ----- |
| 1.  | Rien à faire           |       |
| 2.  | J'en ai tellement rêvé |       |
| 3.  | Version originale      |       |
| 4.  | Virage                 |       |
| 5.  | Je tombe amoureuse     |       |
| 6.  | Tu n'as rien compris   |       |
| 7.  | Avant                  |       |
| 8.  | Tout a été dit         |       |
| 9.  | En 42                  |       |
| 10. | Jamais de ta vie       |       |

## Extraits
- Rien à faire / J’en ai tellement rêvé.
- Tu n’as rien compris / En 42.